# V. F. Červený & synové

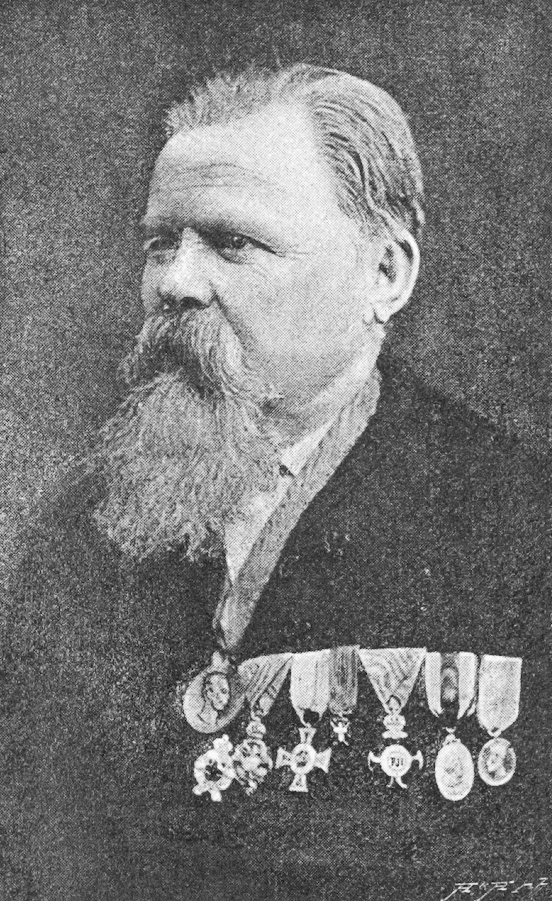
Der Gründer Wenzel Franz Cerveny

V. F. Červený & synové (deutsch V. F. Červený & Söhne) ist eine tschechische Marke für Blechblasinstrumente, die auf den böhmischen Instrumentenbauer Václav František Červený zurückgeht und heute von Amati Kraslice produziert wird.

## Geschichte
Gegründet wurde das Unternehmen im Jahre 1842 von Václav František Červený (1819–1896) in Königgrätz am Großen Platz 26. Dort hatte er zu diesem Zeitpunkt vier Zimmer angemietet und beschäftigte vier Arbeiter sowie einen Lehrling. Schon 1843 erfolgte der Umzug in das Haus Kavčí plácek 120, das für annähernd 100 Jahre der Firmensitz blieb.
Červený erfand und entwickelte erfolgreich Blasinstrumente für den Markt in der Donaumonarchie sowie im Ausland. 1866 traten seine Söhne Jaroslav und Stanislaus dem Unternehmen als Partner bei. Zu den Kunden gehörten nicht nur das kaiserliche Heer, sondern auch der Hof in Wien. Für ihre Verdienste wurden die Inhaber zu k.u.k. Hoflieferanten ernannt.
Das Unternehmen konnte erfolgreich von den Söhnen weitergeführt werden. Die Musikinstrumente gewannen Preise auf Weltausstellungen, wie zum Beispiel 1889 in Paris und 1893 in Chicago. Von Chicago aus wurde Ende des 19. Jahrhunderts Louis Viták (1862–1933) alleiniger Vertreter in den USA und Kanada.
Den Ersten Weltkrieg und den Zusammenbruch der Monarchie überstand das Unternehmen.

### Verstaatlichung nach dem Zweiten Weltkrieg
Unmittelbar nach dem Zweiten Weltkrieg wurde V. F. Červený & synové von den sozialistischen Machthabern verstaatlicht. 1946 wurde es mit dem ebenfalls staatlichen Betrieb Amati Kraslice, einem der (nach eigenen Angaben heute) weltweit größten Hersteller von Blech- und Holzblasinstrumenten, vereinigt und verlor so seine Eigenständigkeit. Im Jahre 1973 zog die Produktion in eine nahe gelegene neue Anlage in Hradec Králové um.

### Privatisierung nach 1989
Nach dem Ende des Kommunismus, wurde Amati Kraslice als Amati-Denak privatisiert, in der üblicheren Form der Übertragung an die ehemaligen Direktoren des staatlichen Betriebs, (auf Tschechisch: národní podnik, n.p., vgl. VEB in der DDR). V. F. Červený & synové bestand als eigenständige Marke von Amati mit eigenem Produktionsstandort. Die Produktion in Hradec Králové wurde im Januar 2020 eingestellt.

## Produkte
F. A. Červený stellt nach wie vor Blasinstrumente jeder Art wie Trompeten, Flügelhörner, Jagdhörner, Tenorhörner, Baritone, Posaunen, Waldhörner, Tuben, Cimbassi, Helikontuben und das nötige Zubehör her.
Alte Instrumente der ursprünglichen F. A. Červený befinden sich heute weltweit in Museen und werden auf Auktionen versteigert.